# The Day (Kの曲)
「The Day」（ザ・デイ）は、2006年4月19日にリリースした韓国人歌手・Kの、日本で5枚目のシングル。

## 収録曲
1. The Day
  - 韓国映画『TYPHOON/タイフーン』（日本国内の東映配給時の）イメージソング
2. Let Me Go Now
3. I Like It
4. The Day(less vocal)